# Agelena injuria
Agelena injuria är en spindelart som beskrevs av Fox 1936. Agelena injuria ingår i släktet Agelena och familjen trattspindlar. Inga underarter finns listade i Catalogue of Life.